# Fianello
Fianello è una frazione del comune laziale di Montebuono, in provincia di Rieti.

## Geografia
Il territorio della frazione di Fianello si trova tra Lazio e Umbria su un terrazzo fluviale arenario tiberino di origine geologica pleistocenica che declina nella valle del torrente Campana affluente del Tevere.

## Storia
Nei terrazzi fluviali del Tevere sono emerse aree di industria litica preistorica; reperti neolitici sono stati rinvenuti anche sul Monte Cosce.
Dopo la conquista militare romana, furono sottratte le terre alle popolazioni locali ed edificate le ville.
Durante la ritirata della Wehrmacht dal comune di Collevecchio il 5 giugno 1944, Antonio Peloni, agricoltore del luogo, costretto dai tedeschi a trasportare gli armenti con la Traja, una slitta in legno trainata dagli animali, fu ucciso dai nazisti insieme ai suoi animali nel comune di Tarano presso il guado del torrente Campana sulla strada Costa dei Zoppi che scende da Cicignano, frazione del comune di Collevecchio.

## Monumenti e luoghi d'interesse

### Architetture religiose
- Chiesa di San Giovanni Battista: la chiesa fu fatta costruire dagli Orsini.
- Chiesa di San Sebastiano: al suo interno si costudisce un'urna cineraria romana inscritta ed utilizzata come acquasantiera.
- Chiesa di S. Maria Assunta: la chiesa dedicata a santa Maria Assunta si trova all'interno del cimitero di Fianello.

### Architetture difensive
- Porta meridionale (o da piedi): costruita in marmo rosso di Cottanello  in cui si possono ancora vedere i fori dove veniva inserito il palo di chiusura della porta.
- Torre pentagonale: con volta a vela ancora intatta; prima di essere inglobata nella chiesa di S. Giovanni Battista era forse isolata ed aveva funzione difensiva. Essa è stata datata al VI-VII secolo d.C.
- Torre meridionale: occupata alla fine del Medioevo da due appartamenti e da un frantoio dismesso nel 1960.
- Sotto il borgo di Fianello sono presenti molte grotte medievali, usate come via di fuga; in una di queste è possibile visitare il percorso sotterraneo, in cui è possibile ammirare i resti di antiche creature vissute nel mare che insisteva milioni di anni fa.

### Altri punti d'interesse
- Forno monumentale: forno monumentale risalente alla fine del 1400 di 3,00 metri di diametro e 1,50 m. d'altezza. Veniva utilizzato dalla “Fondazione dell'Ospedale" per cuocere il pane da distribuire al popolo per il sabato santo.

### Siti archeologici
- Villa romana di Fianello: Nei pressi della chiesa di S. Maria Assunta sono presenti i ruderi di una villa romana datata ai Flavi. Di essa sono visibili le mura in opus latericium lungo la stradina d'accesso al cimitero e dietro la chiesa. Nel 1950, durante l'apertura della strada del cimitero, furono rinvenute numerose statue di età imperiale ammassate in una fossa e incrostate di calce. Tra i ritrovamenti di maggior interesse sono le statue di Danzatrice, Menade danzante, Athena, Attis-Eros, Sileno, l'Atleta, la testa di Eschilo e Demostene, Fanciulli lottatori, Ercole, due statuette di divinità (Artemide e Afrodite), pezzi vari e molte lucerne marmoree.
- Fontanile ed acquedotto romano: a circa mezzo chilometro dal cimitero sono visibili i resti di un acquedotto romano che alimentava la villa, oggi, invece, rifornisce d'acqua un antico lavatoio.

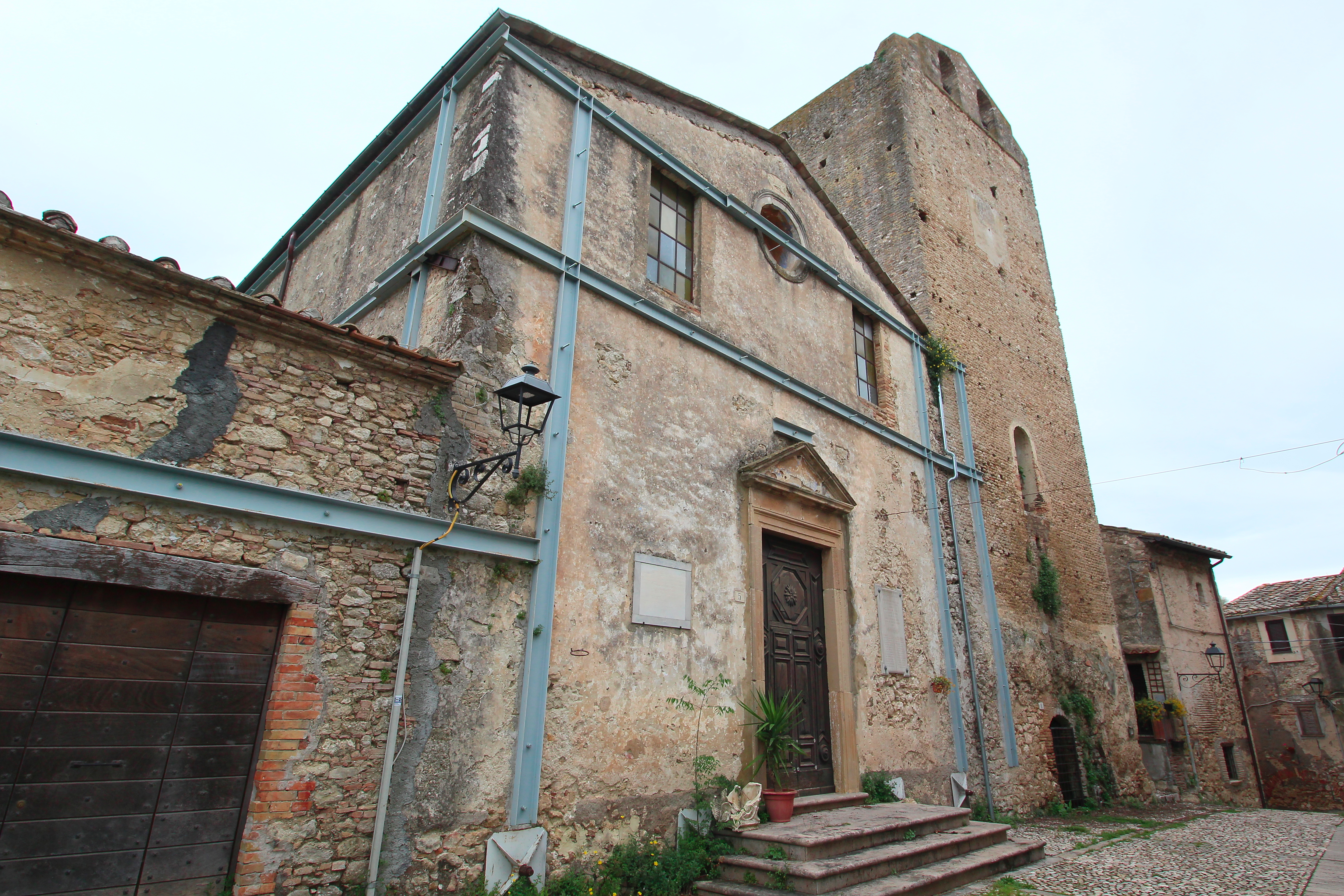
La chiesa di San Giovanni Battista Addolorata
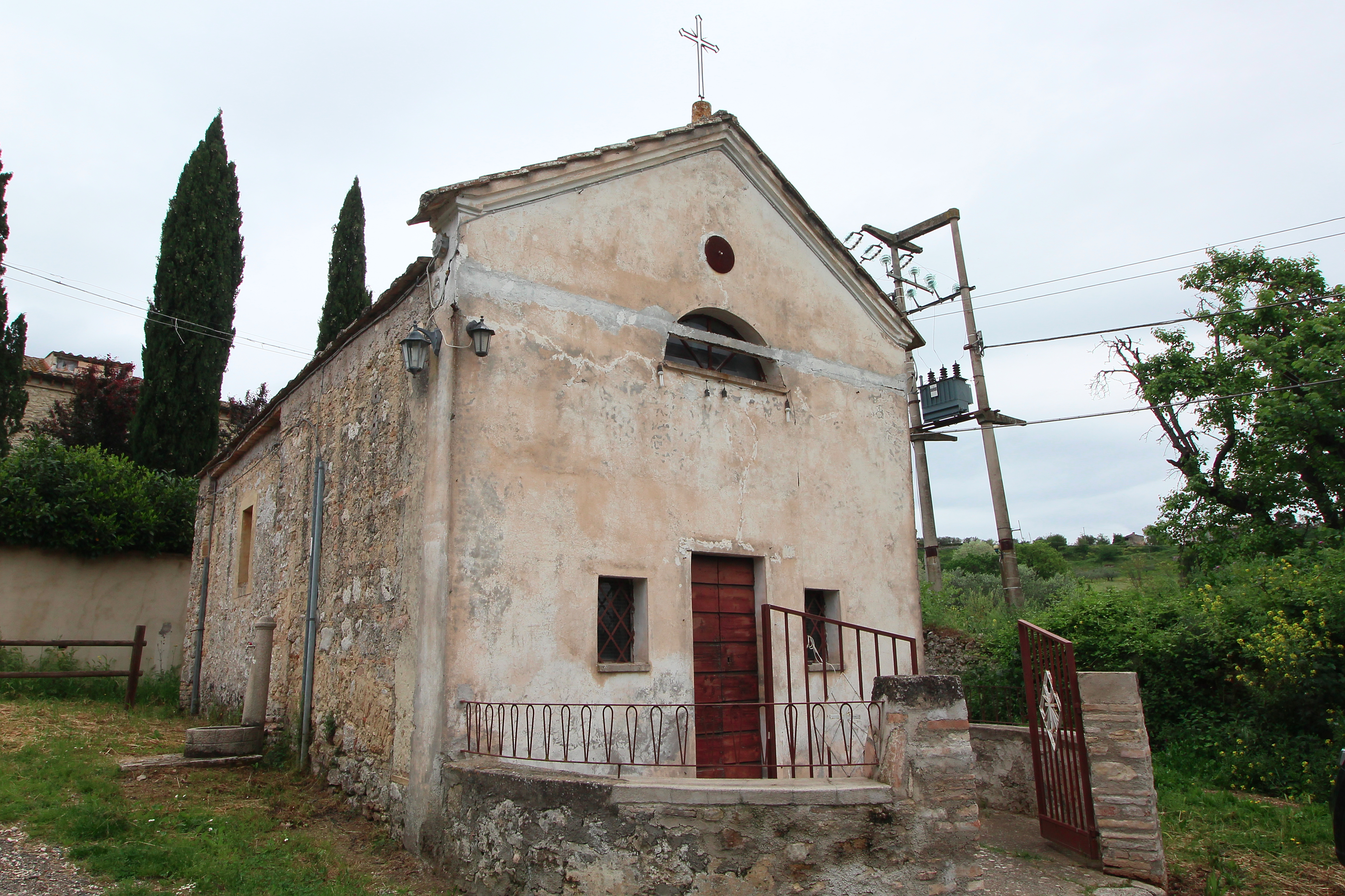
La chiesa di San Sebastiano
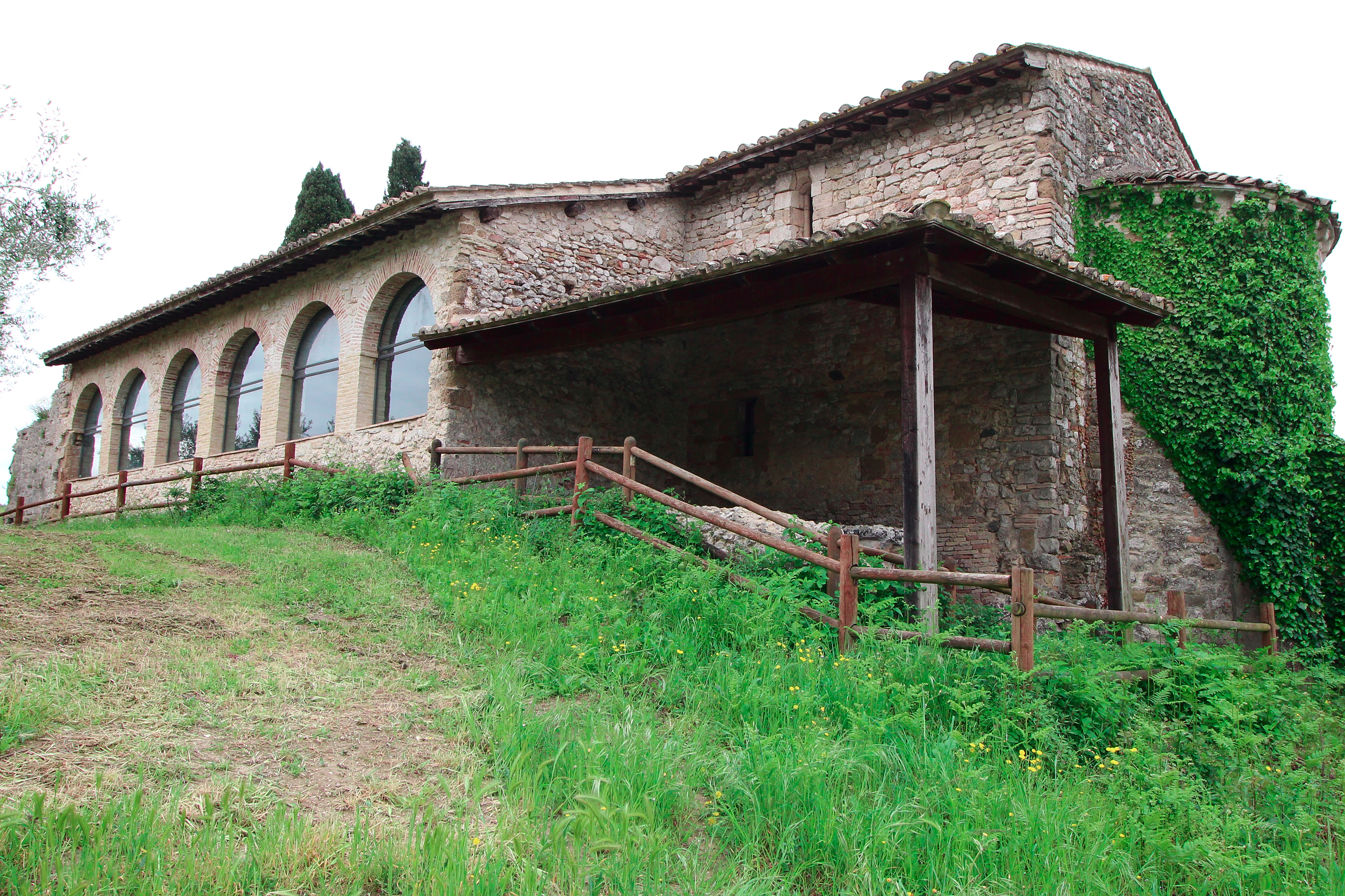
La chiesa di Santa Maria Assunta
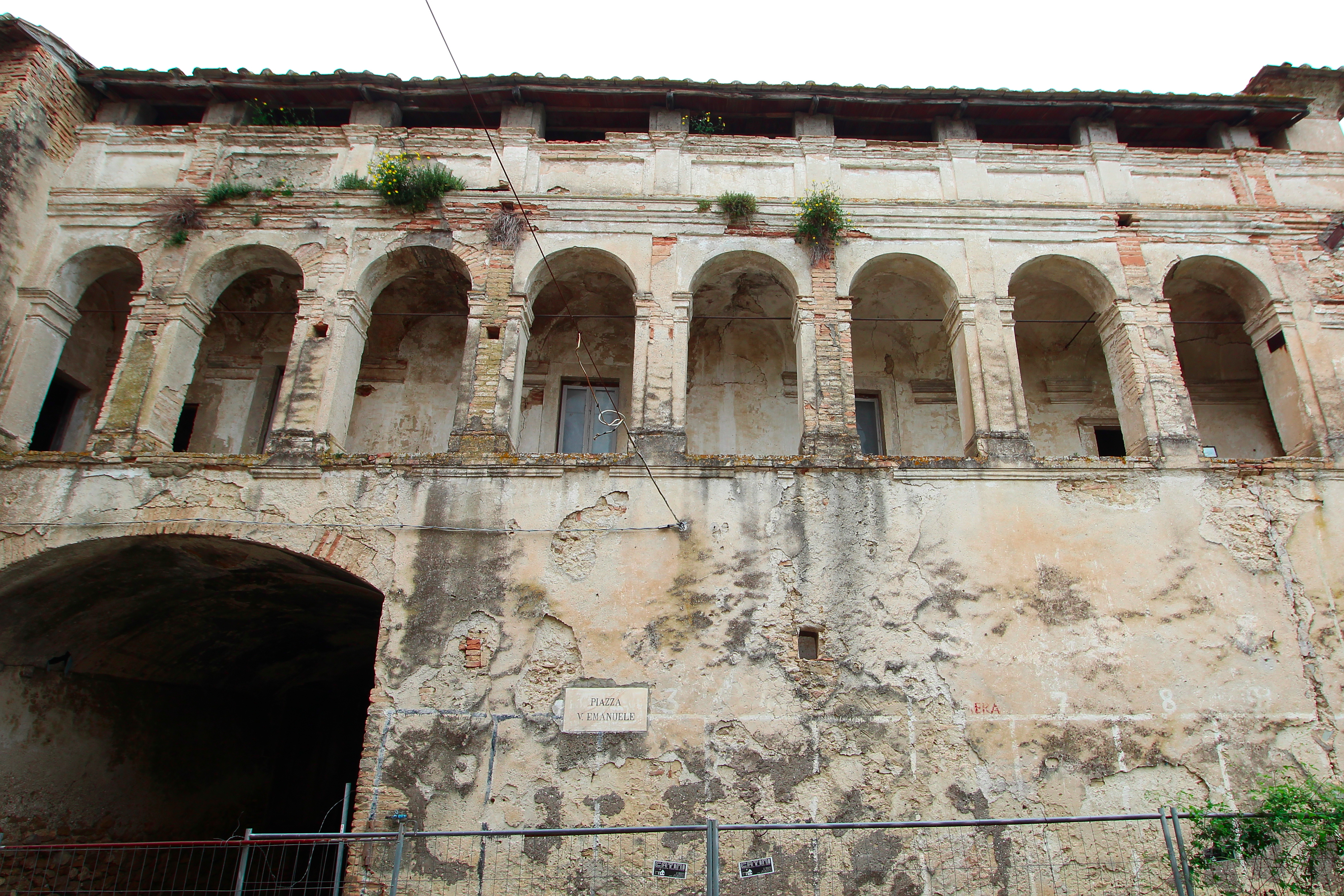
Il Palazzo Savelli-Orsini
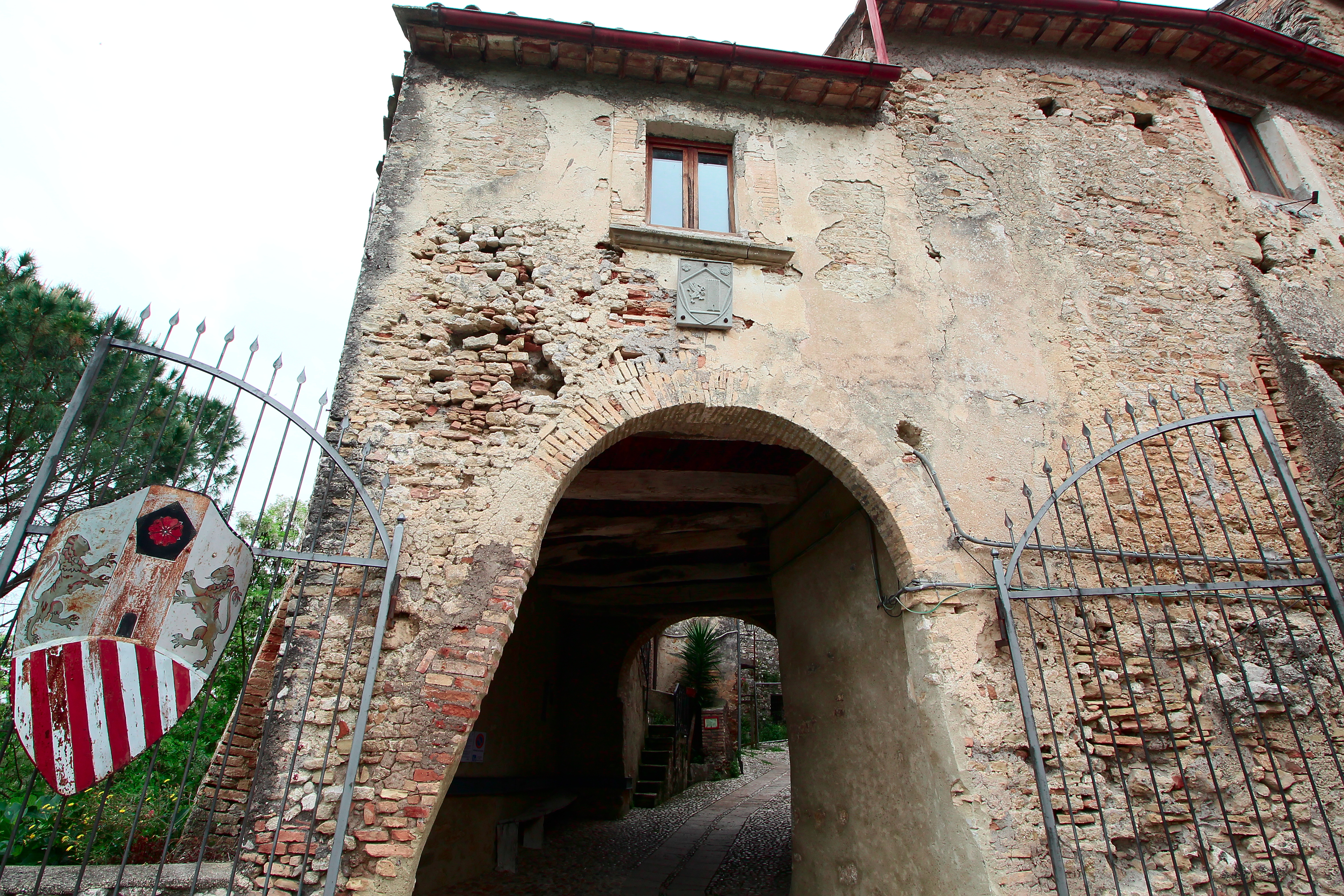
La Porta del Castello
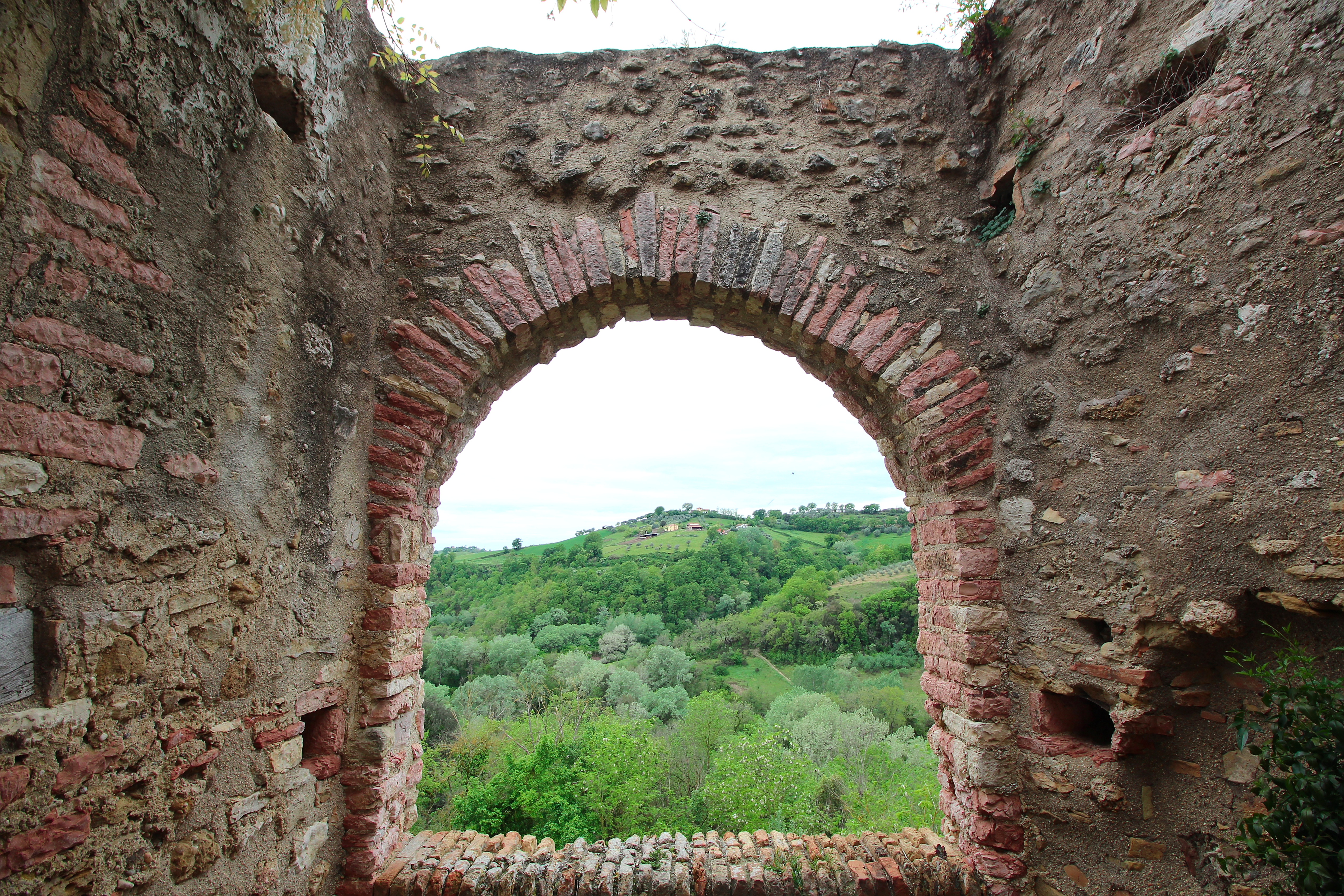
Porta da Piedi
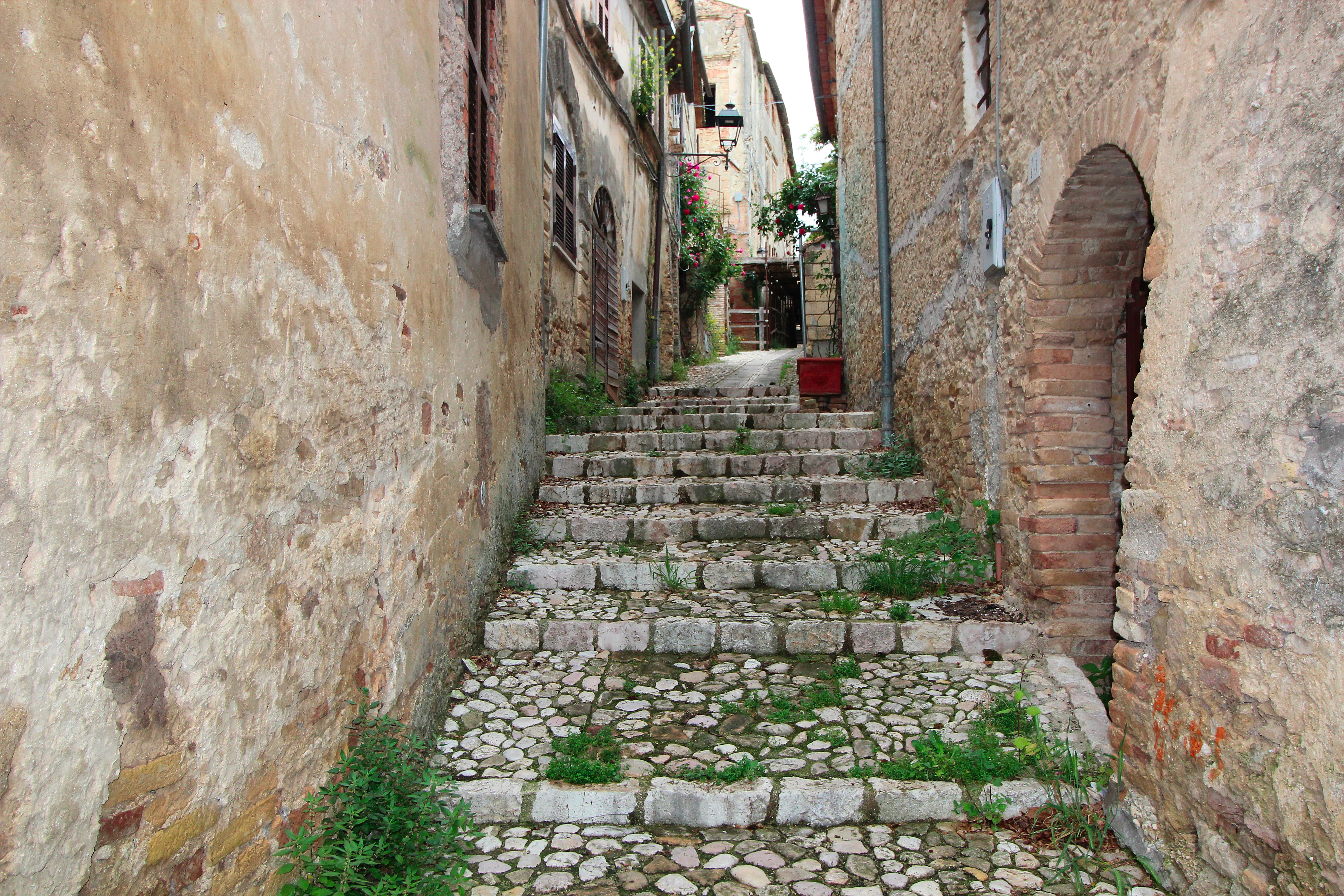
Il borgo dentro le mura del castello
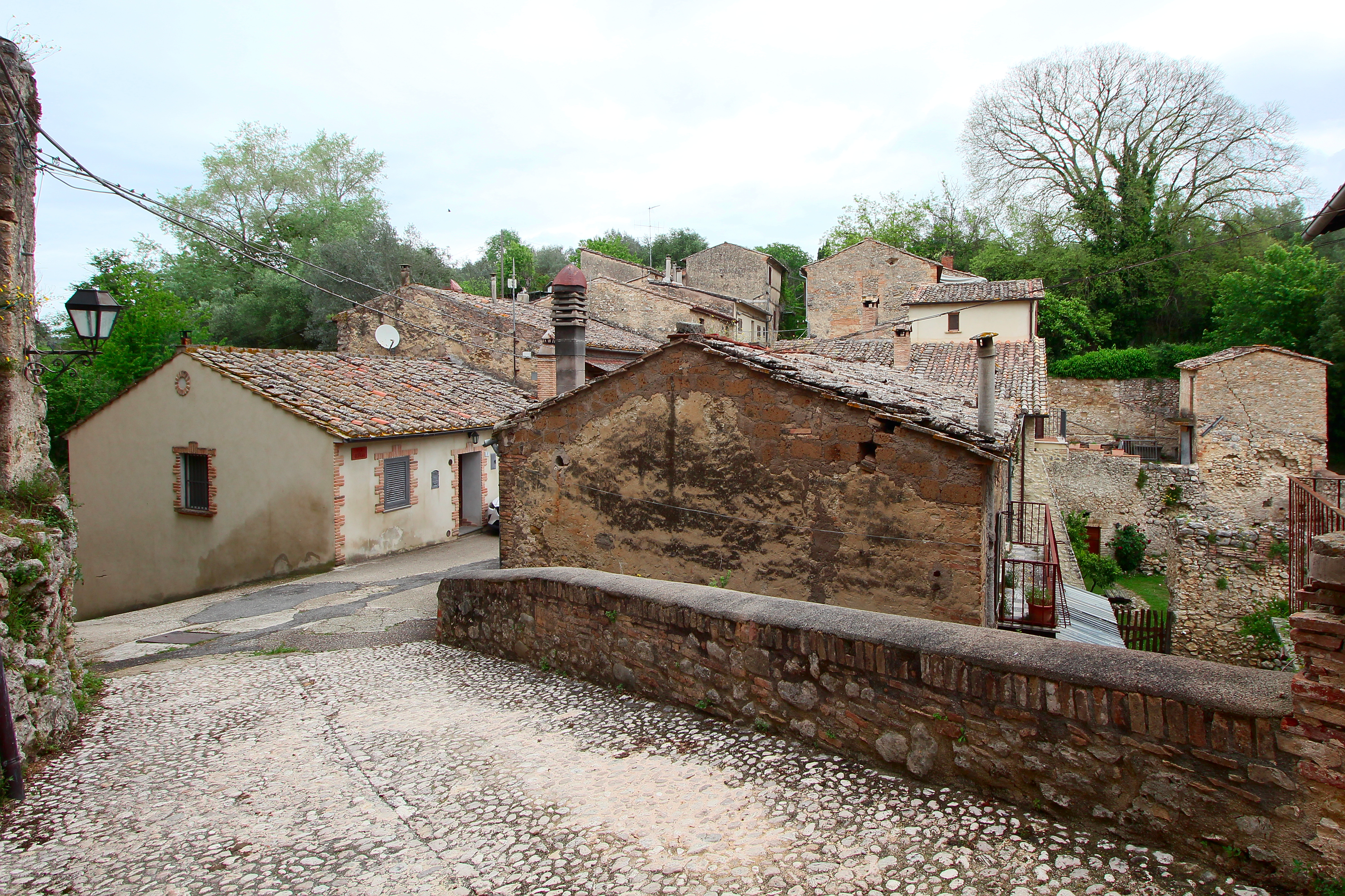
Il borgo fuori del castello

## Festività
10 agosto: Festa in onore di San Lorenzo, patrono del paese.
7 ottobre: Festa della pigiatura dell'uva nella vecchia tinozza, in cui si rievoca la pigiatura dell'uva come si faceva una volta.